# Coppa Bernocchi 1987
La Coppa Bernocchi 1987, sessantanovesima edizione della corsa, si svolse il 26 agosto 1987 su un percorso di 230 km. Era valida come evento del circuito UCI categoria CB1.1. La vittoria fu appannaggio dell'italiano Guido Bontempi, che terminò la gara in 5h30'31", alla media di 41,753 km/h, precedendo i connazionali Pierino Gavazzi e Maurizio Fondriest. La partenza della gara fu a Legnano mentre l'arrivo fu a Busto Arsizio.

## Ordine d'arrivo (Top 10)
| Pos. | Corridore           | Squadra                | Tempo    |
| ---- | ------------------- | ---------------------- | -------- |
| 1    | Guido Bontempi      | Carrera                | 5h30'31" |
| 2    | Pierino Gavazzi     | Remac                  | s.t.     |
| 3    | Maurizio Fondriest  | Ecoflam                | s.t.     |
| 4    | Rolf Sørensen       | Remac                  | s.t.     |
| 5    | Patrizio Gambirasio | Selca                  | s.t.     |
| 6    | Renato Piccolo      | Gewiss                 | s.t.     |
| 7    | Palmiro Masciarelli | Gis Gelati             | s.t.     |
| 8    | Roberto Amadio      | Supermercati Brianzoli | s.t.     |
| 9    | Dag Erik Pedersen   | Ariostea               | s.t.     |
| 10   | Stefano Colagè      | Fibok                  | s.t.     |